# Vasco Núñez de Balboa

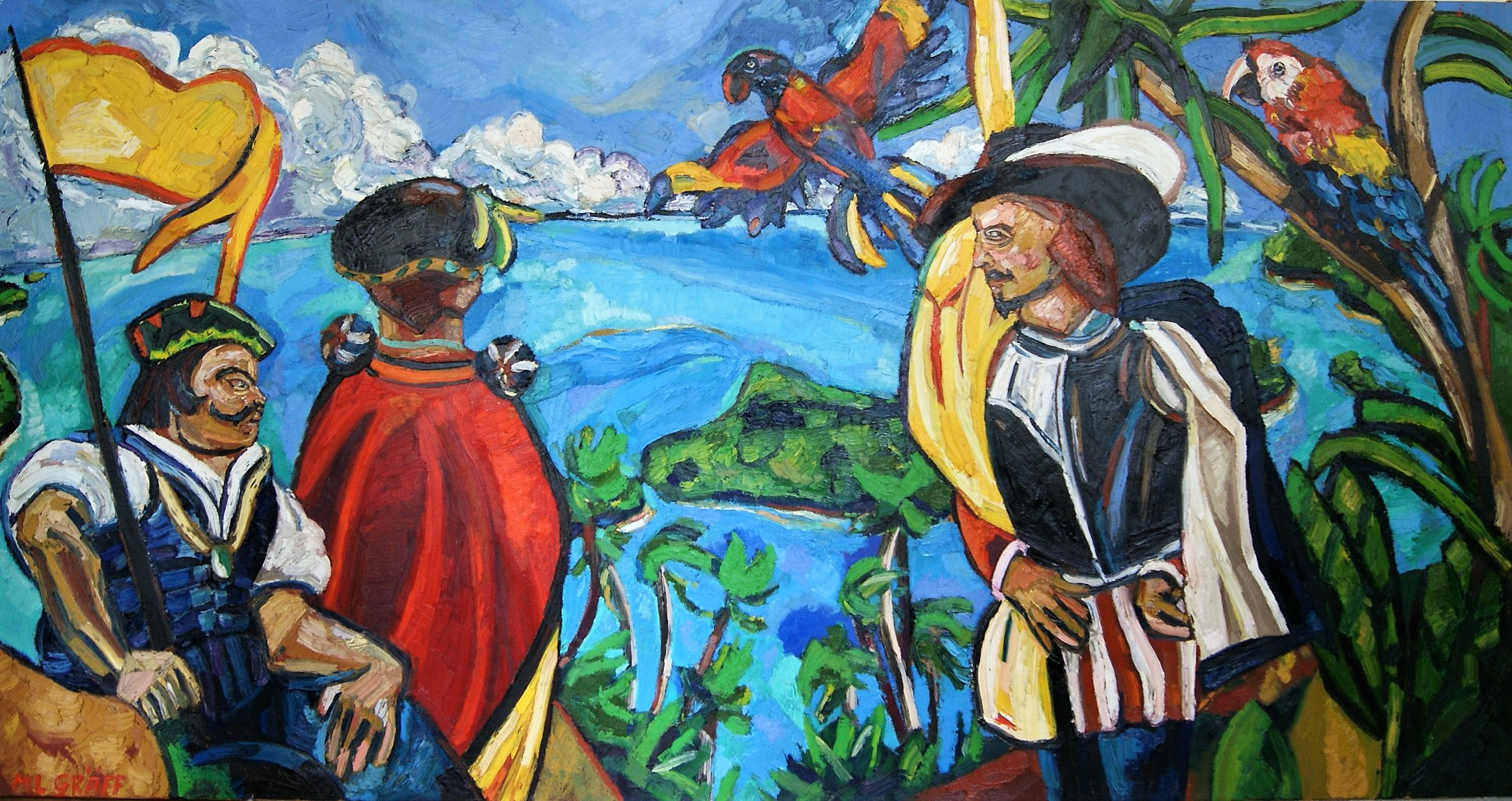
Descoperirea Pacificului de Vasco Núñez de Balboa, Panama – 25 septembrie 1513, ora 11, pictură de Matthias Laurenz Gräff (2009/10)

Vasco Núñez de Balboa (n. 1474 - d. 15 ianuarie 1519) a fost explorator spaniol.
Balboa a pornit cu o navă cu ajutoare pentru Diego de Nicuesa în 1510. Nicuesa încearcă să colonizeze o zonă continentală din America Centrală (Veragua și Darien), asociat fiind cu Alonso de Hojeda. Însă Hojeda plecase în Hispaniola după ajutoare, lăsându-și oamenii în așezarea nou-înființată. San Sebastián și marea majoritate muriseră din cauza bolilor și a atacurilor indienilor. La sosirea lui Núñez de Balboa, acesta adună supraviețuitorii și pleacă în altă parte, fondând prima așezare stabilă de pe continentul american, Antigua. Aceasta se afla pe teritoriul ce aparținea lui Nicuesa, astfel încât, atunci când acesta a venit să își revendice drepturile, a fost pus pe o navă șubredă împreună cu susținătorii lui și trimiși în larg. De atunci, nu s-a mai auzit nimic de el. Din Antigua a pornit Vasco Núñez de Balboa într-o expediție care a dus la descoperirea Oceanului Pacific la 25 septembrie 1513 - ocean care va fi numit de spanioli "Marea Sudului" (Mar del Sur), până când Fernando Magellan va intra cu navele sale în 1520, schimbându-i numele în "Pacific". Acesta a fost luat în stăpânire în numele Spaniei pe plaja San Miguel. Printre spaniolii membri ai expediției, se afla și Francisco Pizzaro. Vasco Núñez de Balboa a fost numit de rege "adelanto" al Mării Sudului și a murit în 1519, din cauza rivalităților pe care le avea cu noul guvernator numit de rege, Pedrarias Dávila. Cu toate că acesta din urmă îi devenise socru, s-a temut că Balboa instiga oamenii să îi ia puterea și i-a intentat un proces fals, în care singurul cap de acuzare justificat era moartea lui Nicuesa. A fost executat prin decapitare.
1. ↑  Autoritatea BnF, accesat în 10 octombrie 2015
2. ↑  Autoritatea BnF, accesat în 10 octombrie 2015